# Medal „Polakom byłym żołnierzom Armii Czerwonej”
Medal „Polakom byłym żołnierzom Armii Czerwonej 1941-1945” – odznaczenie okresu PRL ustanowione w maju 1980 przez Radę Krajową Polaków – Byłych Żołnierzy Armii Radzieckiej, działającą w strukturze ZBoWiD, celem upamiętnienia udziału ponad 290 tysięcy Polaków i obywateli radzieckich polskiego pochodzenia, walczących w szeregach Armii Radzieckiej, jak również Polaków walczących w radzieckich oddziałach partyzanckich. Złoty medal został dodany w 1982 i był przyznawany za zasługi organizacyjne i wzmocnienie polsko-radzieckiego braterstwa broni.
Odznaka była dwustopniowa: srebrna i złota. Posiadała dwie odmiany, z przewieszką i na wstążce. Medale na wstążce otrzymywały osoby wyjątkowo zasłużone dla organizacji.

## Opis odznaki
Odznaka była okrągła o średnicy 35 mm, przedstawiała wizerunek żołnierzy polskich i radzieckich w hełmach, wokół napis BYŁYM ŻOŁNIERZOM ARMII RADZIECKIEJ, poniżej lata 1941-1945 oraz wzór z liści laurowych. Na rewersie odznaki znajduje się napis miejsc, które oznaczają ścieżkę Armii Czerwonej: MOSKWA / STALINGRAD / LENINGRAD / KURSK – LENINO / WARSZAWA / BERLIN.
Przewieszka była koloru czerwonego o wymiarach 32 × 9 mm, gdzie w centralnej części znajdowała się pięciopromienna gwiazda, srebrna lub złota odpowiadająca klasie odznaczenia. Nieoficjalnie funkcjonowała odmiana na wstążce o szerokości 34 mm, koloru czerwonego, jak poprzednio w centralnej części wstążki znajdowała się pięcioramienna gwiazda (srebrna lub złota) oznaczająca klasę odznaczenia.